# 三条市消防本部
三条市消防本部（さんじょうししょうぼうほんぶ）は、新潟県三条市の消防部局（消防本部）。管轄区域は三条市全域。

## 概要
- 消防本部：三条市西裏館3丁目3番10号
- 管内面積：432.01km2
- 職員定数：152人
- 消防署1カ所、分署2カ所、分遣所3カ所
- 消防団：3
- 主力機械（2024年4月1日現在）
  - 普通消防ポンプ自動車：6
  - 水槽付消防ポンプ自動車：5
  - はしご付消防自動車：1
  - 化学消防自動車：1
  - 救急自動車：6
  - 救助工作車：1
  - 指揮車：2
  - 積載車：1
  - 広報車：5
  - 支援車：2

## 管轄区域
- 三条市全域
- 北陸自動車道
  - 下り　三条燕I.C. - 巻潟東I.C.
  - 上り　三条燕I.C. - 中之島見附I.C.

## 沿革
- 2005年5月1日　三条市、南蒲原郡栄町及び下田村の新設合併に伴い、新たな三条市が発足する。
  - ごみ処理及び消防事務を共同で処理することを目的に、合併した旧3市町村により設置していた一部事務組合の三条地域広域事務組合が合併前日をもって解散し、新・三条市に承継する。
  - 単独消防として三条市消防本部を設置する。
    - 実質的には「三条地域消防本部」が「三条市消防本部」へと移行した形になる。

## 組織
- 消防本部 - 総務課、警防課
- 消防署 - 警防小隊、救急小隊、救助小隊
- 分署 - 警防小隊、救急小隊
- 分遣所 - 警防小隊

## 消防署
| 消防署       | 住所               | 分署                                           | 分遣所                                                         |
| ------------ | ------------------ | ---------------------------------------------- | -------------------------------------------------------------- |
| 三条市消防署 | 西裏館3丁目3番10号 | 栄：大字新堀1372番地の1 下田：大字笹岡1912番地 | 中央：元町6番1号 東：三竹1丁目10番1号 南：南四日町3丁目7番36号 |